# Nitrato de uranio
El nitrato de uranilo (UO2(NO3)2) es una sal de uranio amarillo soluble en agua. Los cristales de color verde amarillo de uranio hexahidrato de nitrato son triboluminescentes.
El nitrato de uranilo se puede preparar por reacción de sales de uranio con ácido nítrico. Es soluble en agua, etanol, acetona y éter, pero no en benceno, tolueno, o cloroformo.

## Utilización
Durante la primera mitad del siglo XIX, muchas sales metálicas fotosensibles habían sido identificadas como candidatas para los procesos fotográficos, entre ellos nitrato de uranilo. Las impresiones así producidas se refieren alternativamente como impresiones de uranio, urbanidades o más comúnmente uranotipos.[cita requerida] Los primeros procesos de impresión con uranio fueron inventados por un escocés, J. Charles Burnett, entre 1855 y 1857, y utilizaba este compuesto como la sal sensible. Burnett, autor de un artículo de 1858 comparando "Impresión por las sales de los óxidos uránicos y férricos". La base del proceso radica en la capacidad del ion uranilo para recoger dos electrones y reducir al estado de oxidación inferior de uranio bajo la luz ultravioleta. Los uranotipos pueden variar en cada impresión de una más neutral, marrón rojizo a un rojo Bartolozzi fuerte. Las impresiones supervivientes son ligeramente radiactivas, una propiedad que sirve como prueba no destructiva para la identificación de ellas. Varios otros procesos fotográficos más elaborados que empleaban el compuesto surgieron y desaparecieron en la segunda mitad del siglo, con nombres como Wothlytype, Mercuro-Uranotype y el proceso de Auro-uranio. Papeles de uranio fueron fabricados comercialmente por lo menos hasta el final del siglo XIX, desapareciendo en la cara de la sensibilidad superior y ventajas prácticas de los haluros de plata. Sin embargo, entre los años 1930 y 1950 los Kodak Books todavía describían un tóner de uranio (Kodak T-9) que utilizaba nitrato de uranio hexahidrato. Algunos fotógrafos de procesos alternativos, incluyendo artistas como Blake Ferris y Robert Schramm continúan haciendo copias de uranotipos hoy.
Junto con acetato de uranilo se utiliza como tinción negativa para virus en microscopía electrónica; en muestras de tejido estabiliza los ácidos nucleicos y las membranas celulares.
El nitrato de uranilo se utilizaba para alimentar los reactores homogéneos acuosos en la década de 1950. Sin embargo, resultó ser demasiado corrosivo para este uso, y los experimentos fueron abandonados.
El nitrato de uranilo es importante en el reprocesamiento nuclear, ya que es el compuesto de uranio que resulta de la disolución de las barras de combustible nuclear decladded o torta amarilla en ácido nítrico, para su posterior separación y preparación de hexafluoruro de uranio para la separación de isótopos para la preparación de uranio enriquecido.

## Salud y medio ambiente
El nitrato de uranilo es un compuesto oxidante y altamente tóxico y no debe ser ingerido, ya que provoca insuficiencia renal severa y necrosis tubular aguda y es un mitógeno de linfocitos y afecta órganos vitales como los riñones, el hígado, los pulmones y el cerebro. También representa riesgo de grave de incendio y de explosión cuando se calienta o es sometido a choques en contacto con sustancias oxidables.